# De Nieuwe Wildernis (vereniging)
De Nieuwe Wildernis is een Nederlandse vereniging in Drenthe die in 2009 is opgericht op initiatief van het Drents Particulier Grondbezit, stichting Het Drentse Landschap en Staatsbosbeheer. Inspiratiebron is de bioloog-filosoof Matthijs Schouten. Deze grondeigenaren willen een deel van hun grond teruggeven aan de natuur om daar nieuwe wildernis te laten ontstaan. In 2010 was 115 hectare van deze natuur gerealiseerd.